# Purga amazónica

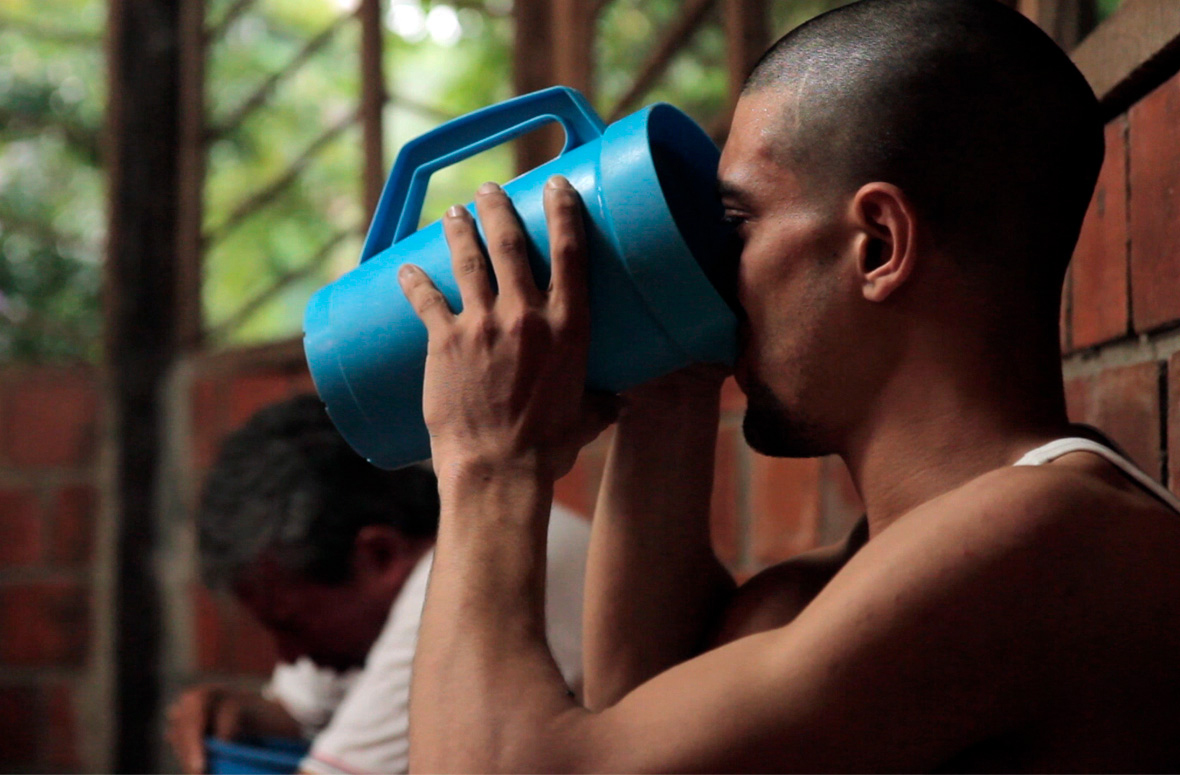
Ingesta de extracto de planta purgativa por fines depurativos

La purga es una práctica terapéutica ceremonial emética inscrita en la medicina tradicional amazónica especialmente utilizada en la alta y baja Amazonía de Perú y constituye uno de los pilares básicos de los tratamientos etnomedicinales amazónicos. 
La noción de purga dentro del contexto etnomedicinal amazónico tiene un significado que trasciende los meros efectos de desintoxicación corporal y física como la eliminación de toxinas. La medicina tradicional amazónica considera al ser humano como un todo, incluyendo e integrando su dimensión espiritual y energética, más allá del cuerpo y de sus manifestaciones psíquicas y físicas. Esta noción inherente a la entomedicina amazónica hace que los efectos de la purga sean considerados por los médicos de medicina tradicional amazónica o curanderos de un alto valor por su limpieza en los que ellos denominan el campo "energético" o "espiritual" de la persona.
La purga puede ser realizada como una práctica terapéutica por sí misma, o bien puede preceder a una sesión de ayahuasca o al inicio en un proceso de retiro para una dieta amazónica.

## Plantas de purga

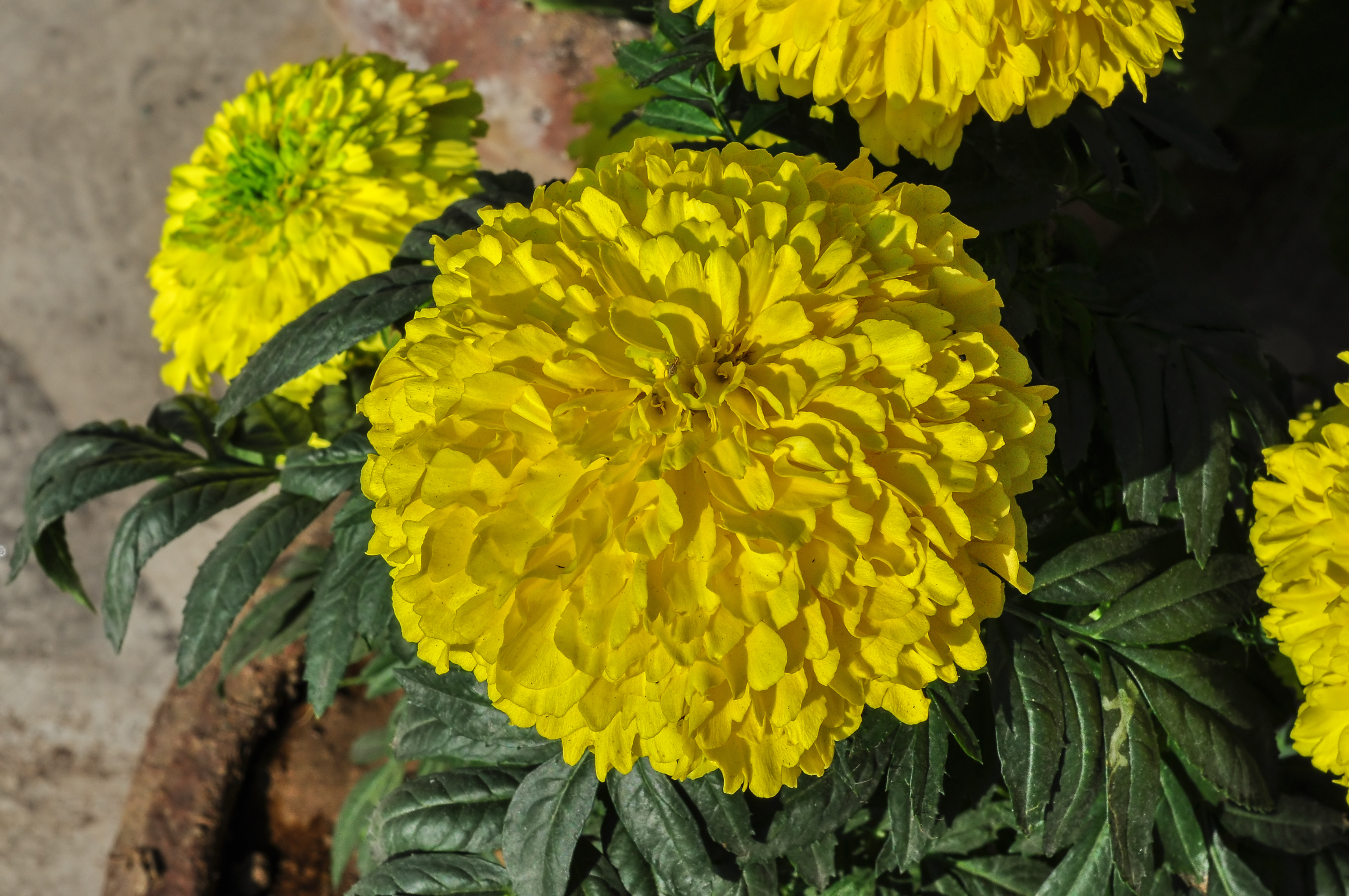
Rosa sisa (Tagetes erecta). Una de las plantas de purga usada en la etnomedicina amazónica

Existen numerosas plantas de purga, siendo la purga de tabaco y la purga con yawar panga (Aristolochia didyma)dos de las más comunes. En la Amazonía, abundan diversas plantas con propiedades de purificación, cada una con propiedades específicas, algunas dirigidas al aspecto mental, otras al sistema digestivo, al sistema urogenital, o sistema nervioso.
Entre las numerosas plantas de purga destacamos las siguientes:
- Rosa Sisa (Tagetes erecta): asociada a la limpieza mental y discursos mentales ciclotímicos o recurrentes[3]
- Tabaco o mapacho (Nicotiana rustica): su uso terapéutico es muy amplio y se emplea en enfermedades generales del cuerpo, estados catarrales, los resfriados y las fiebres, problemas digestivos, y en la eliminación de toxinas.[4][5][6]
- Ayahuasca: existen tres modalidades de purga con ayahuasca. La primera se llama "purgahuasca", en la que se ingieren varios litros de una maceración o decocción solamente de la liana (Banisteriopsis caapi), muy abundante en IMAO￼, sin mixturarla con la chacruna (Psychotria viridis) o chacropanga (Diplopterys cabrerana) que contienen la DMT.[7] La segunda se llama purga de ayahuasca, en la que se ingiere una pequeña cantidad de la decocción ayahuasca seguido de agua para inducir al vómito.[8] La tercera, a la que los curanderos llaman simplemente "purga" o "purgahuasca", el preparado ingerido contiene una mezcla de ayahuasca junto con varias plantas eméticas que inducen al vómito sin necesidad de tomar agua de forma abundante.
- Yawar panga (Aristolochia didyma): se trata de una purga muy intensa a base de la extracción prensada de un jugo verde de dicha planta. Es necesario beber abundante agua durante varias horas y sus intensos efectos son usados en varios problemas de salud como en el caso de las drogodependencias.[3]
- Ojé (Ficus insipida): es un potente emético y diarreico usado como purgante en varias afecciones[8]
- Azucena (Lilium candidum): se usa como purgante asociado a la limpieza de problemas genitourinarios y a ciertas disfunciones de la sexualidad[9]
- Jengibre (Zingiber officinale):  dicha purga es preparada con kión (jengibre rallado) y macerado en agua, con al menos un día de preparación. Se realiza en ayunas y se ingieren al menos 2 jarras de 1.5 litros del preparado[9]
- Paico (Chenopodium ambrosioides): se usa tradicionalmente como un desparasitante intestinal y también,  en su dimensión energética-espiritual, es usado para deshacerse de entidades o energías ‘parásitas’.[9]
- Verbena (Verbena sp): ayuda a desintoxicar el hígado y es usado para aliviar la cólera y emociones asociadas al enojo[9]

## Ceremonia de la purga

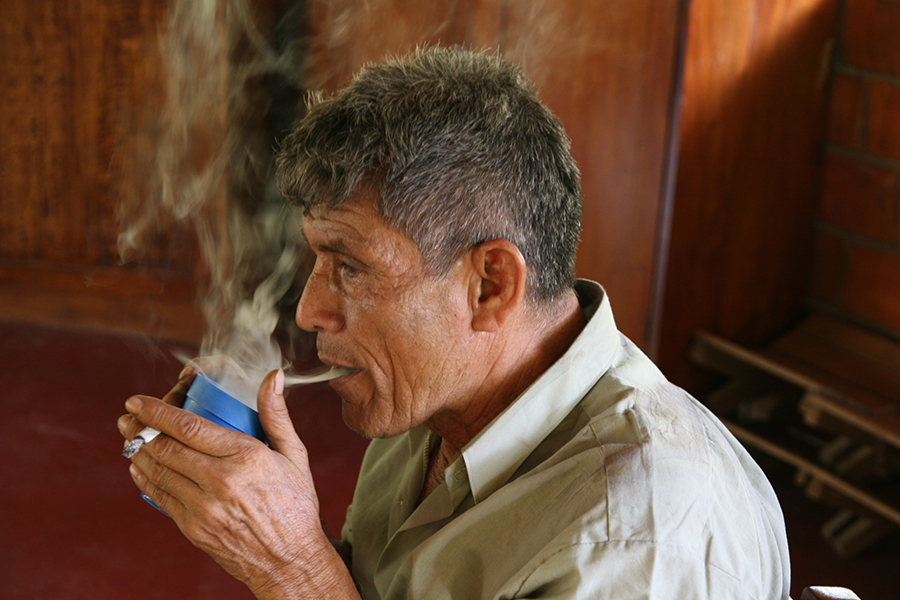
Curandero soplando el extracto de purga

La ceremonia de la purga suele realizarse en una maloca destinada a usos ceremoniales. Los participantes , se colocan en un círculo con un cubo frente a ellos. Los curanderos suelen "proteger el espacio" con humo de mapacho, con invocaciones, ikaros y también con sahumerios o perfumes como el agua de florida. La ceremonia ritualística de la purga incluye una "apertura" y un "cierre" mediante los elementos precedentes. Una vez que se ha formado el círculo ceremonial y se ha protegido a través de un ritual, ingieren una dosis medida de extracto de la planta purgativa que ha sido establecida previamente por el curandero. Después, se beben dos jarras de agua a temperatura ambiente o tibia. Esto induce rápidamente el vómito. Los cantos o ikaros que acompañan la purga en un contexto ritual están destinados a modular y conducir la experiencia especialmente en momentos de dificultad, especialmente cuando se experimentan sensaciones físicas o emocionales desagradables. Durante la purga, pueden recibir cuidados en forma de soplos de humo de tabaco (soplada) o perfumes (usualmente el agua de florida), lo que contribuye a aliviar a los participantes y a eliminar energías tóxicas, pesadas o sobrecargadas.

## Indicaciones, efectos y objetivos terapéuticos
La purga, dentro del contexto de la medicina tradicional amazónica, se usa contra la depresión, fobias, represión emocional, la adicción al cigarrillo industrial. y otras drogodependencias, y neurosis, entre otros
Sus efectos son múltiples, a menudo intensos y desagradables durante el proceso de la purga, dando lugar a una sensación de alivio y bienestar una vez terminado el proceso. Entre los efectos de la purga destacan:
A nivel físico
- Sabor desagradable, malestar estomacal, diarrea, sudoración, fotofobia, malestar en la garganta, sensación de pérdida de la memoria, emésis, temblores, adormecimientos, sensación de ligereza, mareación suave y ligera, mareación rápida, agitación, dolor de cabeza, distorsiones perceptivas (visuales o auditivas), sensación de limpieza y bienesar.

A nivel psicológico
- Liberación emocional, dirección motivacional, proyecciones vitales hacia el futuro personal, esperanza, alegría, confianza en sí mismo, contacto psicológicos con materiales psicoafectivos relacionados con inseguridad, miedos propios y locura, ayuda en la toma de decisiones vitales

A nivel del pensamiento y toma de conciencia
- Aumento de la conciencia corporal, felicidad, mayor empatía, aumento de la compasión y seguridad, emergencia de ciertos recuerdos familiares y vivencias pasadas (incluyendo eventos traumáticos y recuerdos familiares y de la infancia),
- Tomas de conciencia 
  - en temas de relaciones interpersonales y de pareja,
  - sobre miedos interiores y necesidad de cambio
  - sobre exploración interior y el sentido de la vida
  - sobre decisiones a tomar a futuro
  - sobre la sexualidad
  - sobre la percepción y el sentido de confianza y seguridad en sí mismo y en el futuro
  - sobre el miedo a la vida o a la muerte
  - sobre la conciencia en la desconfianza hacia el mundo y hacia sí mismo
  - sobre la adicción y patologías asociadas a la drogodependencia
  - sobre problemas familiares y la relación con los padres

Ancestralmente, las purgas estaban asociadas a rituales de paso de la pubertad a la adultez. En la cosmovisión indígena amazónica no existe la noción de adolescencia y los varios ritos de pasaje, incluyendo las purgas en algunas culturas, servían para marcar el paso simbólico de niño/niña a hombre/mujer.
Recientemente, las purgas y las plantas empleadas están siendo objeto de estudio mediante la implementación de sistemas de información clínica en centros de salud como Takiwasi para la categorización y evaluación clínica y terapéutica.

## Contraindicaciones y precauciones
Muchos vegetales usado en las purgas son farmacológicamente muy potentes. La dosificación según el perfil y las características físicas, psicoafectivas, comorbilidades existentes y el consumo de fármacos lícitos o ilícitos del paciente es clave. A altas dosis, algunas plantas pueden ser tóxicas y hasta mortales. Se debe tener mucha precaución en el uso de las mismas teniendo en cuenta varios factores. Los varios rituales asociados a la purga permiten mitigar ciertos efectos adversos cuando estas son realizadas por curanderos expertos en medicina tradicional amazónica.